# Оттони, Лоренцо
Лоренцо Оттони, также Лоренцо Оттоне, или Лоренцоне (итал. Lorenzo Ottoni; Lorenzo Ottone; Lorenzone,, 25 ноября 1648, Рим — 29 сентября 1736, Рим) — итальянский скульптор эпохи барокко.
Сын Джованни Джакомо, Лоренцо Оттони родился в Риме и бо́льшую часть жизни провёл в этом городе. В 1658 году он начал свое ученичество в качестве скульптора в мастерской Антонио Джорджетти, чтобы перейти в «очень многочисленную школу» Эрколе Феррата, который доверил ему несколько «небольших заказов».
В этот период началось сотрудничество Лоренцо Оттони с Джузеппе Джорджетти, братом Антонио. Все трое работали по заказам и под покровительством кардинала Франческо Барберини, в том числе по сооружению фонтана для внутреннего двора Палаццо Барберини с восстановленной античной статуей Аполлона (1677).
В 1679 году Оттони и Джорджетти восстановили античную скульптуру «Фавна Барберини» из собрания семьи Барберини (ныне: Глиптотека (Мюнхен)). Они создали ноги, левую руку и камень, служащий ложем. Скульпторы выполнили статую папы Урбана VIII в Пезаро (не сохранилась), бюст кардинала Франческо Барберини, мраморный портрет Маффео Барберини (с 1623 года папа под именем Урбана VIII). Скульптор работал над реконструкцией Капеллы Святой Анны в церкви Санта-Мария-ин-Кампителли, изобразив стоящего на коленях ангела из мрамора справа от основания алтаря.
В 1686 году Лоренцо Оттони вызвал в Неаполь вице-король Гаспар де Аро, маркиз дель Карпио, который предложил ему создать две статуи (не идентифицированы). По возвращении из Неаполя во Французской академии в Риме Оттони, работая по заказам французского короля Людовика XIV, начал сотрудничество с французским скульптором Жаном-Батистом Теодоном.
Он также участвовал в работах по оформлению Капеллы Крещения (Сappella del Battesimo) в соборе Святого Петра (1693), алтаря в церкви Сант-Иньяцио. В 1697 году он принял участие в работе под руководством Карло Фонтана над памятником Кристине Шведской (1697) в соборе Сан-Пьетро, для которого он создал скульптуры двух путти по сторонам саркофага (1702).
В связи с работами в Сан-Пьетро Лоренцо Оттони даже получил прозвание «Скульптор Ватиканской базилики» (Vat. Basilicae Sculptor). Между 1702 и 1703 годами вместе с Теодоном и под руководством Фонтана ему было поручено руководство установкой 50 травертиновых статуй на прямых участках Колоннады Бернини на площади Святого Петра. В этом проекте он создал три статуи святых: Нерео, Ахиллео и Георгия. В те же годы он изваял, снова из травертина, фигуры для портика церкви Санта-Мария-ин-Трастевере. В 1711 году он изваял двух дельфинов юго-восточного угла фонтана c обелиском на площади Пьяцца делла Ротонда (перед Пантеоном).
Восьмидесятилетний Оттони решил завершить долгую карьеру, которая длилась более 50 лет. В 1681 году он стал членом Академии Святого Луки, где получал множество наград, в следующем году он был принят в Папскую Конгрегацию виртуозов при Пантеоне. Под его непосредственным влиянием сформировалось целое поколение скульпторов, которые привнесли свои знания и умения в следующее столетие: Бернардино Каметти, Бернардино Людовизи, Джузеппе Лирони, Джанбаттиста де Росси.
Лорнецо Оттони умер в Риме 29 сентября 1736 года и был похоронен в церкви Сан-Никола в Арчоне (S. Nicola in Arcione) в присутствии академиков Академии Святого Луки. В реестре умерших прихода он обозначен титулом «периллюстриссимус» (perillustrissimus).

## Галерея
- Портрет Маффео Барберини. 1685—1687
- Ангел Капеллы Святой Анны. Церковь Санта-Мария-ин-Кампителли. Рим
- Бюст кардинала Франческо Барберини Старшего. Ок. 1680. Палаццо Браски, Рим
- Статуя Святого Апостола Фаддея. Базилика Сан-Джованни-ин-Латерано